# Stefanie Mühlsteph
Stefanie Martina Mühlsteph (geboren 1987 in Offenbach am Main) ist eine deutsche Schriftstellerin. Sie ist bekannt als Autorin humoristischer Sachliteratur und phantastischer Jugendromane.

## Leben
Mühlsteph besuchte die Marienschule der Ursulinen (Schwerpunkt Musik) in ihrer Geburtsstadt Offenbach. 2006 wurde sie in der Kategorie „beste physikalische Arbeit eines Mädchens“ im Landeswettbewerb von Jugend forscht mit dem 4. Preis ausgezeichnet.
Nach dem Abitur studierte sie Elektro- und Informationstechnik an der Technischen Universität Darmstadt. Seit 2009 arbeitete sie an der Technischen Universität als Seminarleiterin und wissenschaftliche Mitarbeiterin.
Ab 2010 begann sie Erzählungen in Anthologien zu veröffentlichen, zugleich erschien Hexentochter, eine Fantasy-Erzählung für Kinder. 2013 folgte das Nerdikon, ein Lexikon, das eine humorvolle Einführung in die „Welt der Nerds und Geeks“ gab. Das folgende zweite Sachbuch Technikgirl behandelt mit dem Untertitel Wenn Mädchen Technik lieben insbesondere Mühlstephs Erfahrungen als weibliche Teilnehmerin bei Jugend forscht. Seither hat Mühlsteph vor allem in den Genres phantastischer Jugendroman (hier ist zu nennen die Romanserie N3rdasty) und Liebesroman (Erinnerungen an uns und Your song – Ava & Ian unter dem Pseudonym Lou River) veröffentlicht.
Sie lebt in Darmstadt, wo sie das Softballteam der Darmstadt Dragons für die Deutsche College Series trainiert.
Seit 2015 ist sie Mutter einer Tochter.

## Auszeichnungen
- 2006 4. Preis beim Landeswettbewerb von Jugend forscht (Kategorie „beste physikalische Arbeit eines Mädchens“)

## Bibliografie
N3rdasty (Jugendroman-Serie)
- 1 Der Geschmack von Träumen. In Farbe und Bunt Verlag, Essen 2018, ISBN 978-3-95936-126-2.
- 2 Die Macht von verlorenen Träumen. In Farbe und Bunt Verlag, Essen 2019, ISBN 978-3-95936-128-6.

Einzelveröffentlichungen
- Hexentochter. Märchen. AAVAA-e-Book-Verlag, Berlin 2010, ISBN 978-3-86254-073-0.
- Nerdikon : Die fabelhafte Welt der Nerds und Geeks. Mit Illustrationen von Jana Moskito. Schwarzkopf & Schwarzkopf, Berlin 2013, ISBN 978-3-86265-304-1.
- Technikgirl : Wenn Mädchen Technik lieben. Schwarzkopf & Schwarzkopf, Berlin 2014, ISBN 978-3-86265-353-9.
- Blutschwur : Die Söhne des Drachen. Low, Meitingen/Erlingen 2014, ISBN 978-3-940036-23-0.
- So brauch ich Gewalt. Thriller. Papierverzierer Verlag, Essen 2018, ISBN 978-3-95962-621-7. Neuausgabe: Bist du nicht willig, so brauch ich Gewalt. 2018, ISBN 978-3-95962-620-0.
- Game over – you’re lost. Jugendroman. Papierverzierer Verlag, Essen 2018, ISBN 978-3-95962-628-6.
- Erinnerungen an uns. Roman. Amrûn Verlag, Traunstein 2018, ISBN 978-3-95869-333-3.
- als Lou River: Your song – Ava & Ian : Contemporary romance. Romance Edition, Niklasdorf, Österreich 2018, ISBN 978-3-903130-52-4.
- Cenuşă – Asche zu Asche : Eine düstere Steampunk-Romanze. Art Skript Phantastik Verlag, Salach 2018, ISBN 978-3-945045-29-9.

Beiträge (Kurzgeschichten)
- Unser tägliches Brot. In: Mitten unter uns. Gruselgeschichten. Sperling-Verlag, Nürnberg 2010, ISBN 978-3-942104-02-9.
- Die 13 Weihnachtstrolle. In: Weihnachten : Geschichten und Märchen. Sperling-Verlag, Nürnberg 2010, ISBN 978-3-942104-03-6.
- Man sieht nur mit dem Herzen. In: Was man nicht sieht. Sperling-Verlag, Nürnberg 2011, ISBN 978-3-942104-04-3.
- Schicksal. In: Inter mundos – Geschichten zwischen den Welten. Candela, Korb 2011, ISBN 978-3-942635-03-5.
- Der Narr, der Magier und die Hohepriesterin. In: Hexerei : Hexengeschichten. Sperling-Verlag, Nürnberg 2012, ISBN 978-3-942104-09-8.
- Bittersüß wie Absinth. In: Vampire Cocktail : eine Anthologie. Art-Skript-Phantastik-Verlag, Salach 2012, ISBN 978-3-9815092-5-0.
- mit Moritz Gießel: Lauernde Stille. In: Ann-Kathrin Katschnik, Torsten Exter (Hrsg.): Die Krieger. Low, Meitingen/Erlingen 2013, ISBN 978-3-940036-21-6.
- Kupferherz. In: Michael Till-Lambrecht (Hrsg.): Diebesgeflüster : Das Buch. Aeternica-Verlag, Lengede 2014, ISBN 978-3-943739-42-8.
- Das Kainszeichen. In: Ann-Kathrin Karschnick, Joachim Sohn, Carolin Grotjahn (Hrsg.): UMRAY : Die Anthologie. Papierverzierer Verlag, Essen 2015, ISBN 978-3-944544-87-8.
- Weihnachten für Fortgeschrittene. In: Cat Lewis (Hrsg.): Zimtsternküsse : Weihnachtliche Liebesgeschichten. Amrûn Verlag, Traunstein 2015, ISBN 978-3-95869-032-5.
- Terragreening. In: Jürgen Eglseer (Hrsg.): Science Fiction Anthologie. Amrûn Verlag, Traunstein 2018, ISBN 978-3-95869-073-8.